# Uli Pleßmann
Uli Pleßmann (* 15. Mai 1952 in Goslar) ist ein deutscher Schauspieler, Hörspielsprecher, Theaterregisseur und Sänger.

## Leben
Uli Pleßmann wuchs in Frankfurt am Main auf, legte dort das Abitur ab und studierte Sonderpädagogik mit dem Lehrfach Musik. Nach einem Lehrauftrag an der Schule für Körperbehinderte in der hessischen Metropole, absolvierte er von 1979 bis 1982 ein Gesangs- und Schauspielstudium am Salzburger Mozarteum. Am dortigen Landestheater hatte Pleßmann von 1982 bis 1988 ein erstes mehrjähriges Engagement, 1987 trat er darüber hinaus bei den Salzburger Festspielen auf. Zwischen 1988 und 1992 war er am Schleswig-Holsteinischen Landestheater verpflichtet, danach für jeweils eine Spielzeit am Stadttheater Gießen und dem Theater Basel engagiert. Seit 1994 ist Pleßmann freischaffend tätig und hatte Stückverträge an verschiedenen Hamburger Bühnen, wie der Staatsoper, dem Ernst-Deutsch-Theater und Schmidts Tivoli, am Stadttheater Bremerhaven und den Theatern in Lüneburg und Heilbronn. Aktuell (Spielzeit 2015/16) gehört er dem Berliner Ensemble an.
Bekannte Sprechrollen in der Theaterlaufbahn Pleßmanns waren bislang der Konstabler Smith in der Dreigroschenoper von Bertolt Brecht und Kurt Weill, Graf Isolani in Wallenstein von Friedrich Schiller, die Titelrolle in Max Frischs Drama Biedermann und die Brandstifter oder Felix Unger in Ein seltsames Paar von Neil Simon. Ferner spielte Pleßmann den Claudius in William Shakespeares Hamlet, den Diener Just in Minna von Barnhelm von Gotthold Ephraim Lessing und den Schüler Wagner in Johann Wolfgang von Goethes Faust. Daneben arbeitet Pleßmann auch umfangreich am Musiktheater. Hier sah man ihn unter anderem als Papageno in Mozarts Zauberflöte, als Haushofmeister Theophil in Paul Linckes Operette Frau Luna, als Fabrikant Giesecke im Weißen Rößl von Ralph Benatzky sowie in den Musicals Der kleine Horrorladen von Alan Menken und Howard Ashman und Richard O’Briens Rocky Horror Show.
Mit der Stimmlage Bassbariton ist Pleßmann häufig Gast bei klassischen Konzerten. Zu seinem Repertoire gehören das Requiem und die C-Moll-Messe von Wolfgang Amadeus Mozart, Georg Friedrich Händels Messiah oder von Johann Sebastian Bach die Markus-Passion und das Weihnachtsoratorium.
Als Regisseur arbeitete Uli Pleßmann zwischen 1995 und 2003 häufig am Schmidt Theater in Hamburg, ferner an der Komödie Düsseldorf, an der Komödie Kassel und bei den Scherenburgfestspielen.
Seit Mitte der 1990er Jahre steht Pleßmann auch vor der Kamera und ist überwiegend in Gastrollen bekannter Serien zu sehen, so bei der SOKO Wismar, dem Großstadtrevier oder Bella Block. 1995/1996 spielte er in 13 Episoden als Prof. Dr. Albers in der Seifenoper Verbotene Liebe, in der Serie Verschollen verkörperte er 2004 und 2005 in 29 Folgen die Figur des Clemens Bartsch.
Ähnlich umfangreich wirkt Pleßmann seit Beginn der 2000er Jahre auch als Hörspielsprecher, überwiegend in Produktionen des Norddeutschen Rundfunks. Ferner ist seine Stimme in den kommerziellen Reihen Die drei ??? und Ein Fall für TKKG und in Computerspielen wie Transformers: Beast Wars oder Oddworld: Abe's Exoddus zu hören.
Uli Pleßmann lebt in Berlin.

## Filmographie (Auswahl)
- 1995: Rennschwein Rudi Rüssel
- 1995: Freunde fürs Leben – Endstation
- 1995–1996: Verbotene Liebe (13 Folgen)
- 1997: Stubbe – Von Fall zu Fall – Stubbe und die Killer
- 1997: Großstadtrevier – Aus lauter Liebe
- 1997: Faust – Powerslide
- 1997: Einsatz Hamburg Süd – Der Zeuge
- 1998: Bei uns daheim – Der chinesische Buddha
- 1999: Gegen den Wind – Springflut
- 2000: Die Cleveren – Das letzte Kapitel
- 2000: Stubbe – Von Fall zu Fall: Blattschuss
- 2001: St. Angela – Verrückt nach Lisa
- 2001: Stubbe – Von Fall zu Fall: Havanna Dream
- 2002: Die Pfefferkörner – Fröhliche Weihnachten
- 2003: Das Duo – Stiller Tod
- 2004: Der Landarzt – Loslassen
- 2004: Bella Block: Die Freiheit der Wölfe
- 2004–2005: Verschollen (29 Folgen)
- 2005: Die Braut von der Tankstelle
- 2005: Tatort – Im Alleingang
- 2006: Küstenwache – Auf Messers Schneide
- 2006: Da kommt Kalle – Vorsicht, giftig!
- 2007: Notruf Hafenkante – Väter und Söhne
- 2009: Der Dicke – Falsches Spiel
- 2012: Crazy Dennis Tiger (Kurzfilm)
- 2014: SOKO Wismar – Über sieben Brücken
- 2015: Hans im Glück
- 2024: SOKO Hamburg: Je oller, je doller

## Hörspiele (Auswahl)
- 2001: Der Weihnachtsmann in Not oder: Mit Musik geht alles besser – Autor: Felix Timmermans – Regie: Armin Diedrichsen und Jochem Wolff
- 2004: Die Zugmaus – Autor: Uwe Timm – Regie: Rainer Gussek
- 2005: Du bist mein, wo Du auch mein bist – Autor: Jiří Ort – Regie: Sven Stricker
- 2005: Das 101. Märchenkuddelmuddel – Autor und Regie: Helmut Peters
- 2006: Patriarchendämmerung – Autor: Tom Peuckert – Regie: Andrea Getto
- 2006: Antoniusfeuer – Autorin: Anne Jelena Schulte – Regie: Andrea Getto
- 2006: Der einzige Ort – Autor: Thomas Stangl – Regie: Corinne Frottier
- 2007: Träume – Autor: Günter Eich – Regie: Norbert Schaeffer u. a.
- 2007: Innere Sicherheit – Autorin: Christa von Bernuth – Regie: Irene Schuck
- 2007: Die Vermessung der Welt – Autor: Daniel Kehlmann – Regie: Alexander Schuhmacher
- 2008: Die sieben Irren – Autor: Roberto Arlt – Regie: Sven Stricker
- 2009: Treffen sich zwei – Autorin: Iris Hanika – Regie: Irene Schuck
- 2009: Rot – Autor: Uwe Timm – Regie: Christiane Ohaus
- 2009: Parikmachescha – Die Friseuse – Autor: Sergej Medwedew – Regie: Heike Tauch
- 2010: Atemschaukel – Autorin: Herta Müller – Regie: Kai Grehn
- 2011: Watchdog – Autorin: Sabine Stein – Regie: Judith Lorentz
- 2011: Die Leinwand – Autor: Benjamin Stein – Regie: Martin Heindel
- 2011: Lipshitz – Autor: T. Cooper – Regie: Barbara Meerkötter
- 2012: Rost – Autor: Philipp Meyer – Regie: Ulrich Lampen
- 2013: The Dark Side Of The Moon – Autor: und Regie: Volker Präkelt
- 2014: Heinrich, Vorname Hauptfeldwebel – Autor: Robert Weber – Regie: Giuseppe Maio
- 2014: Tote Mädchen – Autor: Richard Calder – Regie: Martin Heindel